# Мангистауський атомний енергокомбінат
43°36′22″ пн. ш. 51°16′55″ сх. д. / 43.60611° пн. ш. 51.28194° сх. д.

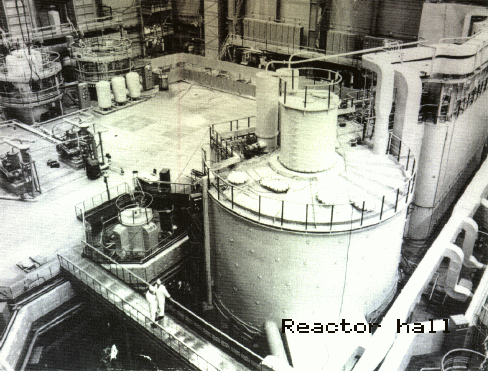
Реактор БН-350. МАЕК.

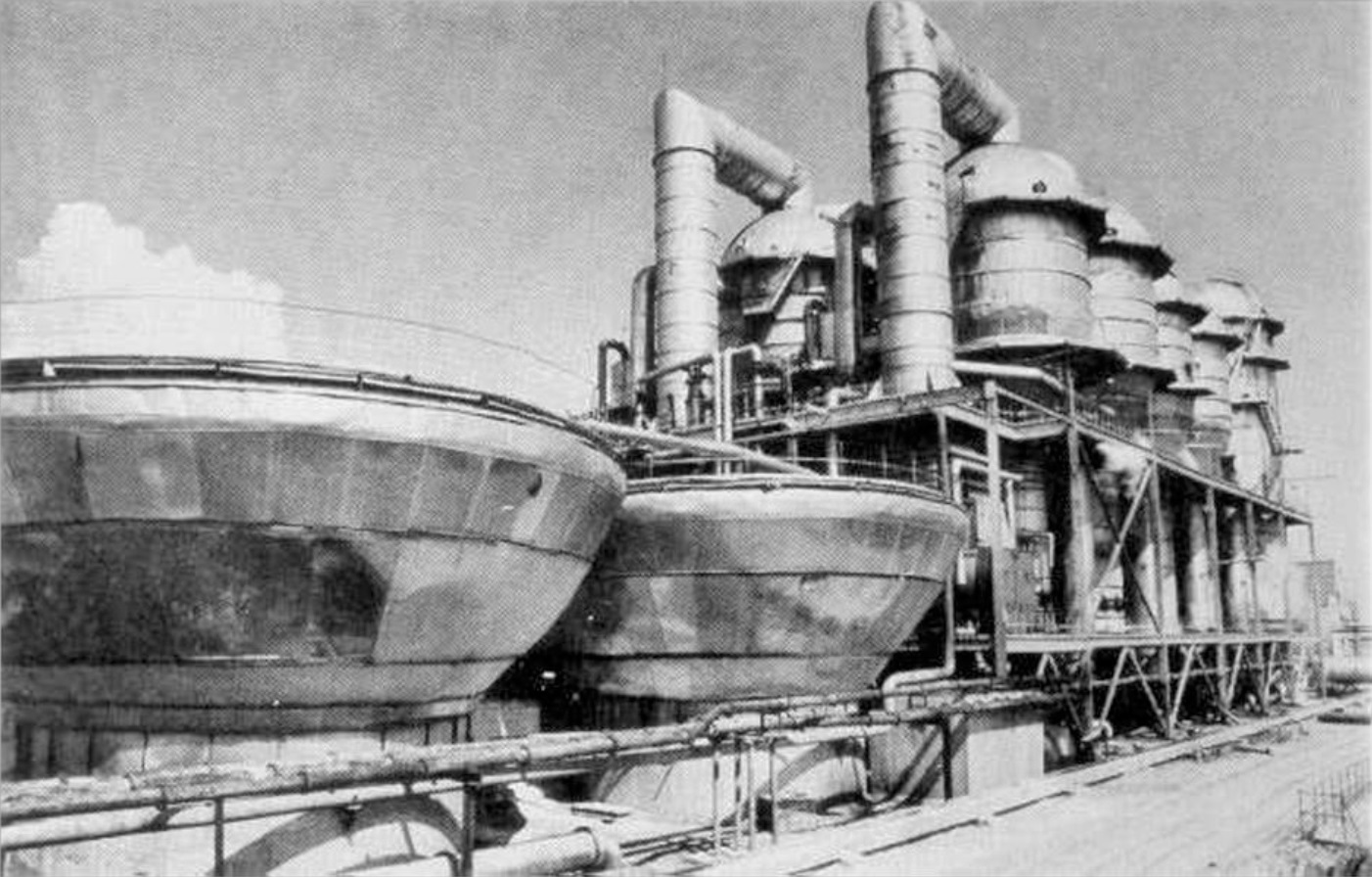
Опріснювальна установка

Мангистауський атомний енергокомбінат (скор. МАЕК; стара назва Шевченківська АЕС) — атомна електростанція, що працювала в 1972—1999 роках, і опріснювальна установка в місті Шевченко (нині Актау), Казахстан. АЕС зі встановленою електричною потужністю 350 МВт, була запущена в 1972 році, складалася з одного блоку на швидких нейтронах БН-350. На момент експлуатації була єдиною атомною опріснювальною установкою в світі, поставляла прісну воду для міста Шевченко.